# Approaching Oblivion
Approaching Oblivion (med undertiteln Road Signs on the Treadmill Toward Tomorrow) är en novellsamling av den amerikanske författaren Harlan Ellison, utgiven 1974 av Walker & Co..
Två av novellerna har publicerats på svenska: "One Life, Furnished in Early Poverty" (som "Ett liv inrett i tidig fattigdom" i samlingsvolymen Ensamvärk, i översättning av Dorothee Sporrong) och "I'm Looking for Kadak" (som "På jakt efter Kadak", i Nova, redigerad av John-Henri Holmberg).
Boken inleds med ett förord av Michael Crichton.

## Innehåll
- "Foreword: Approaching Ellison" (Michael Crichton)
- "Introduction: Reaping the Whirlwind"
- "One Life, Furnished in Early Poverty"
- "Knox"
- "Cold Friend"
- "Kiss of Fire"
- "Paulie Charmed the Sleeping Woman"
- "I'm Looking for Kadak"
- "Silent in Gehenna"
- "Erotophobia"
- "Ecowareness"
- "Catman"
- "Hindsight: 480 Seconds"